# Världsmästerskapen i hastighetsåkning på skridskor (distanser) 1998
Världsmästerskapen i hastighetsåkning på skridskor (distanser) 1998 anordnades i Calgary i Kanada.  Världsmästerskap gällande olika sträckor, anordnas de år då Olympiska vinterspel ej anordnas.

## Resultat

### Damer
- - 2 x 500 m
- 1 Catriona LeMay-Doan, Kanada
- 2  Svetlana Sjurova, Ryssland
- 3 Tomomi Okazaki, Japan
  - 1 000 m
- 1 Chris Whitty, USA
- 2 Catriona LeMay-Doan, Kanada
- 3 Franziska Schenk, Tyskland
  - 1 500 m
- 1 Anni Friesinger, Tyskland
- 2 Gunda Niemann, Tyskland
- 3 Claudia Pechstein, Tyskland
  - 3 000 m
- 1 Gunda Niemann,  Tyskland
- 2 Claudia Pechstein, Tyskland
- 3 Anni Friesinger, Tyskland
  - 5 000 m
- 1 Gunda Niemann,  Tyskland
- 2 Claudia Pechstein, Tyskland
- 3 Carla Zijlstra, Nederländerna

### Herrar
- - 2 x 500 m
- 1 Hiroyasu Shimizu, Japan
- 2 Sylvain Bouchard, Kanada
- 3 Jeremy Wotherspoon, Kanada
  - 1 000 m
- 1 Sylvain Bouchard, Kanada
- 2 Jeremy Wotherspoon, Kanada
- 3 Hiroyasu Shimizu, Japan
  - 1 500 m
- 1 Ådne Søndrål, Norge
- 2 Ids Postma, Nederländerna
- 3 Roberto Sighel, Italien
  - 5 000 m
- 1 Gianni Romme, Nederländerna
- 2 Rintje Ritsma, Nederländerna
- 3 Bart Veldkamp, Belgien
  - 10 000 m
- 1 Gianni Romme, Nederländerna
- 2 Bob de Jong, Nederländerna
- 3 Frank Dittrich, Tyskland

### Fotnoter
1. ↑  ”World Championship Single Distances” (på engelska). Speedskating Stats. http://www.speedskatingstats.com/index.php?file=championships&g=m&type=wchsd&event=500&year=1998. Läst 2 augusti 2017.